# Tokenbusz
A token busz vagy vezérjeles busz valójában egy Token-Ring, egy koaxiális kábelen megvalósított virtuális gyűrű. A vezérjel (token) körbehalad a gyűrűn egyik állomástól a másik állomásig, és csak az az állomás küldhet adatot, amelynél a vezérjel éppen van. Ha az állomásnál van ugyan a vezérjel, de nincsen küldenivalója, akkor a vezérjelet küldi tovább a virtuális gyűrűn. Minden állomásnak ismernie kell a gyűrűn belüli szomszédjainak címeit, ezért egy speciális eljárásra van szükség új állomás csatlakoztatása esetén, illetve egy állomás kiiktatása esetén is.
A vezérjeles buszt az IEEE 802.4 munkacsoport szabványosította. Főleg ipari alkalmazások esetén használták. A vezérjeles buszt a GM (General Motors) használta a saját Manufacturing Automation Protocol (MAP) szabványosításánál.

## Kapcsolódó szócikk
- IEEE 802